# Rivula asteria
Rivula asteria là một loài bướm đêm trong họ Erebidae.